# Voleibol sentado nos Jogos Parapan-Americanos de 2007

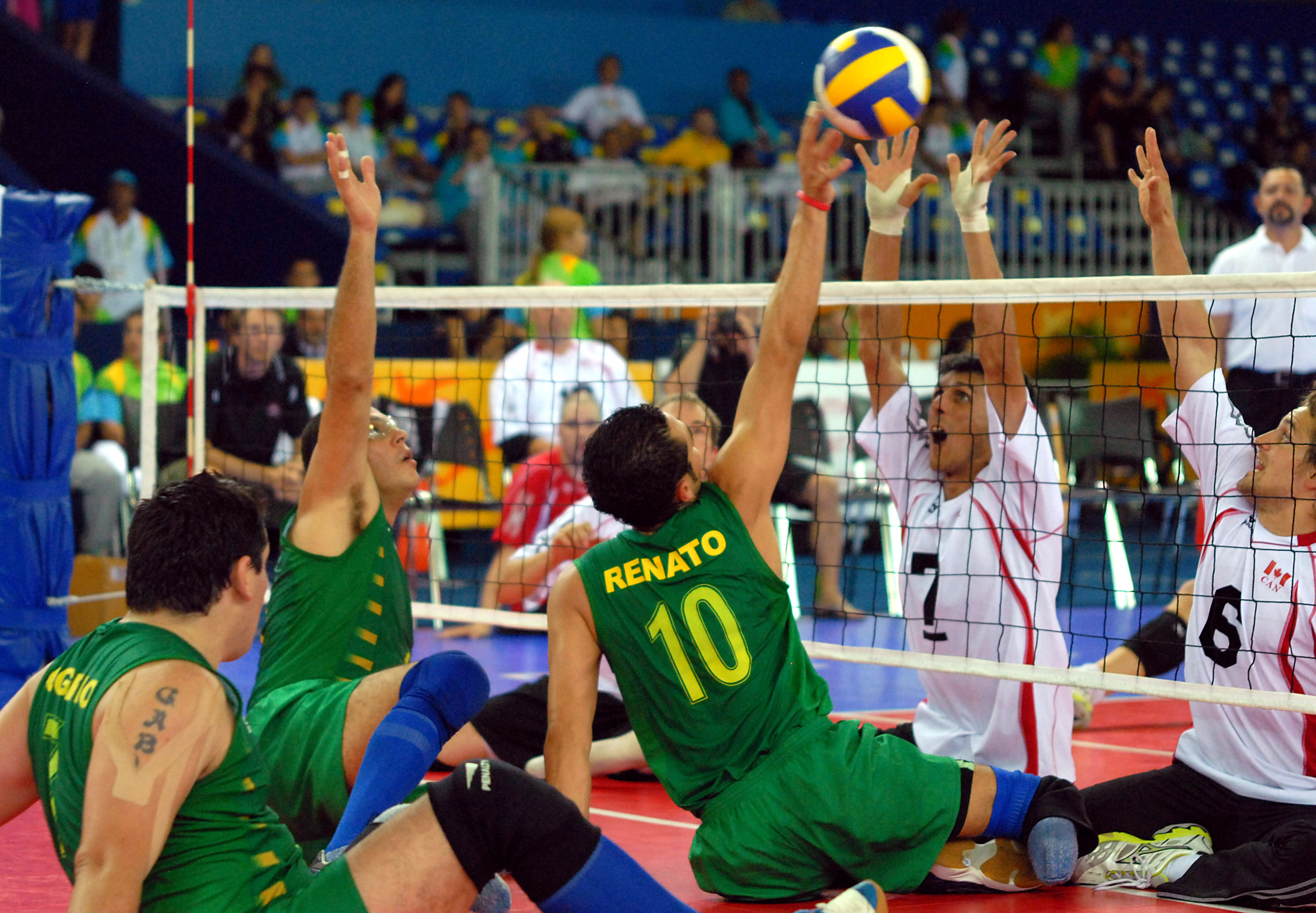
Jogo de vôlei sentado - o Brasil derrotou o Canadá, durante os Jogos Parapan-Americanos 2007

O voleibol sentado nos Jogos Parapan-americanos de 2007 foi disputado entre os dias 15 e 17 de agosto no Pavilhão 3B do Complexo Esportivo Riocentro no Rio de Janeiro.
A modalidade é disputada em uma quadra de 10x6 metros e a rede com 1,15 metros de altura para o masculino e 1,05 metros para o feminino. O sistema de pontuação e regras é semelhante ao voleibol tradicional, com a possibilidade de se bloquear o saque durante a partida. Apenas o torneio masculino é disputado nos Jogos Parapan-americanos.

## Medalhistas
| Med / | País | Med / | País | Med /  | País |
| Ouro  | BRA Brasil | Prata | Estados Unidos | Bronze | Canadá |
|       | Rodrigo Melo Cláudio Silva Guilherme Borrajo Augusto Silva Daniel Silva Delvisson Santos Rogério Camargo Giovani Freitas Gilberto Silva Renato Leite José Mauro Vilarinho Diogo Rebouças |       | Matthew Johnson Curtis Lease Hugo Storer Eric Duda Bradley Johnson James Stuck Roderick Green Edgardo Laforest Brent Rasmussen Josh Franklin Jose Zabala Chris Seilkop |        | Douglas Learoyd Mikael Bartholdy Larry Matthews Chad Drummond José Rebelo Eric Dechaine Paul Rosen Gregory Stewart |

## Primeira fase

### Grupo único
| Pos | Equipe         | Pts | J | V | D | PP  | PC  | PA    | SP | SC | SA    |
| --- | -------------- | --- | - | - | - | --- | --- | ----- | -- | -- | ----- |
| 1   | Estados Unidos | 6   | 3 | 3 | 0 | 228 | 134 | 1,701 | 9  | 0  | MAX.  |
| 2   | Brasil         | 5   | 3 | 2 | 1 | 218 | 164 | 1,329 | 6  | 3  | 2,000 |
| 3   | Canadá         | 4   | 3 | 1 | 2 | 179 | 180 | 0,994 | 3  | 6  | 0,500 |
| 4   | Costa Rica     | 3   | 3 | 0 | 3 | 78  | 225 | 0,347 | 0  | 9  | 0,000 |

PTS - pontos, J - jogos, V - vitórias, D - derrotas, PP - pontos pró, PC - pontos contra, PA - pontos average, SP - sets pró, SC - sets contra, SA - sets average
15 de agosto, 2007 - 09:00
| Brasil | 3 - 0 (25:11, 25:17, 25:2) | Costa Rica | Árbitro 1: France Marcoux CAN Árbitro 2: Joel Díaz CUB Público: |

15 de agosto, 2007 - 11:00
| Estados Unidos | 3 - 0 (25:17, 25:19, 25:12) | Canadá | Árbitro 1: Peter Koncnik SLO Árbitro 2: Nermin Begovic BIH Público: |

16 de agosto, 2007 - 09:00
| Costa Rica | 0 - 3 (6:25, 10:25, 2:25) | Estados Unidos | Árbitro 1: Joel Díaz CUB Árbitro 2: Deborah Santos BRA Público: |

16 de agosto, 2007 - 11:00
| Canadá | 0 - 3 (14:25, 23:25, 19:25) | Brasil | Árbitro 1: Joe Campbell USA Árbitro 2: Peter Koncnik SLO Público: |

17 de agosto, 2007 - 09:00
| Canadá | 3 - 0 (25:8, 25:12, 25:10) | Costa Rica | Árbitro 1: Deborah Santos BRA Árbitro 2: Joe Campbell USA Público: |

17 de agosto, 2007 - 11:00
| Estados Unidos | 3 - 0 (25:20, 25:22, 28:26) | Brasil | Árbitro 1: Nermin Begovic BIH Árbitro 2: France Marcoux CAN Público: |

### Fase final
|  | Semifinal                       | Semifinal                       |                    |                                 | Final                           | Final              |  |
|  |                                 |                                 |                    |                                 |                                 |                    |  |
|  | 18 de agosto, 09:00 - Riocentro |                                 |                    |                                 |                                 |                    |  |
|  | Estados Unidos                  | 3 [25 25 25]                    |                    |                                 |                                 |                    |  |
|  | Costa Rica                      | 0 [08 07 10]                    |                    |                                 |                                 |                    |  |
|  |                                 |                                 |                    |                                 |                                 |                    |  |
|  |                                 |                                 |                    |                                 | 19 de agosto, 11:00 - Riocentro |                    |  |
|  |                                 |                                 |                    |                                 | Estados Unidos                  | 2 [24 25 25 20 09] |  |
|  |                                 | Brasil                          | 3 [26 21 22 25 15] |                                 |                                 |                    |  |
|  |                                 |                                 |                    |                                 |                                 |                    |  |
|  |                                 |                                 |                    |                                 |                                 |                    |  |
|  |                                 |                                 |                    |                                 | 3° lugar                        |                    |  |
|  | 18 de agosto, 11:00 - Riocentro | 18 de agosto, 11:00 - Riocentro |                    | 19 de agosto, 09:00 - Riocentro | 19 de agosto, 09:00 - Riocentro |                    |  |
|  | Brasil                          | 3 [25 26 25]                    |                    | Costa Rica                      | 0 [13 20 05]                    |                    |  |
|  | Canadá                          | 0 [17 24 13]                    |                    |                                 | Canadá                          | 3 [25 25 25]       |  |

#### Semifinal
18 de agosto, 2007 - 09:00
| Estados Unidos | 3 - 0 (25:8, 25:7, 25:10) | Costa Rica | Árbitro 1: Deborah Santos BRA Árbitro 2: Joel Díaz CUB Público: |

18 de agosto, 2007 - 11:00
| Brasil | 3 - 0 (25:17, 26:24, 25:13) | Canadá | Árbitro 1: Joe Campbell USA Árbitro 2: Nermin Begovic BIH Público: |

#### Disputa do bronze
19 de agosto, 2007 - 09:00
| Costa Rica | 0 - 3 (13:25, 20:25, 5:25) | Canadá | Árbitro 1: Nermin Begovic BIH Árbitro 2: Joe Campbell USA Público: |

#### Final
19 de agosto, 2007 - 11:00
| Estados Unidos | 2 - 3 (24:26, 25:21, 25:22, 20:25, 9:15) | Brasil | Árbitro 1: Peter Koncnik SLO Árbitro 2: France Marcoux CAN Público: |

## Classificação final
| Pos.   | Equipe         | Campanha (V-D) |
| ------ | -------------- | -------------- |
| Ouro   | Brasil         | (4-1)          |
| Prata  | Estados Unidos | (4-1)          |
| Bronze | Canadá         | (2-3)          |
| 4      | Costa Rica     | (0-5)          |